# Embosca't
Embosca't (Originalment en anglès Forest Shuffle) és el nom en català del joc de taula. Basat en construir un ecosistema a un bosc. Tot combinant arbres, animals i plantes.